# Клоринда

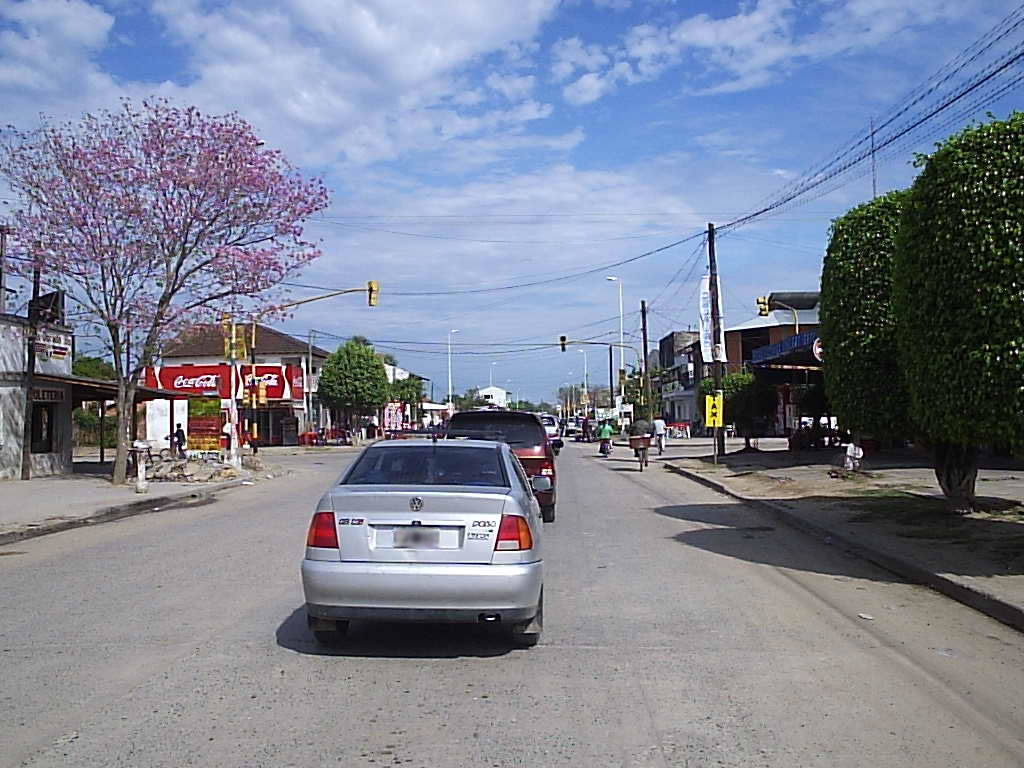

Клоринда (исп. Clorinda) — город в Аргентине.

## География
Город Клоринда расположен на крайнем севере Аргентины, в 4-х километрах от её границы с Парагваем. Этот главный город департамента Пилькомайо в провинции Формоса находится на расстоянии 115 километров северо-восточнее административного центра провинции, города Формоса. Клоринда — второй по величине город провинции.
Клоринда лежит на западном, правом берегу реки Пилькомайо, в 10 километрах от её места впадения в реку Парагвай. По Пилькомайо здесь проходит граница Аргентины с Парагваем. Напротив города Клоринда находится столица Парагвая, Асунсьон. Оба города соединены между собой мостом Игнатия Лойолы. Город лежит во влажной, субтропической местности Гран-Чако.

## История
Город Клоринда был основан в 1900 году как пограничное укрепление-крепость, быстро разросшееся в крупный город. Важную роль в его развитии сыграла приграничная торговля и его роль как связующий транспортный узел с соседним Парагваем.